# Resolució 424 del Consell de Seguretat de les Nacions Unides
La Resolució 424 del Consell de Seguretat de les Nacions Unides, aprovada el 17 de març de 1978; després d'escoltar les representacions de Zàmbia, el Consell va expressar la seva preocupació pels atacs no provocats contra el país pel "règim racista il·legal" a Rhodèsia del Sud, el que va donar lloc a morts i destrucció de la propietat a Zàmbia. Les Forces de Seguretat Rhodesianes van sostenir que havien estat atacant bases de la guerrilla al país.
El Consell va recordar les resolucions anteriors, inclosa la 423 (1978), 326 (1973), 403 (1977), 406 (1977) i 411 (1977) condemna a Rhodèsia del Sud pels seus atacs a Angola, Botswana, Moçambic i Zàmbia, que constitueixen una amenaça per a la pau i la seguretat internacionals. Així mateix, ha reiterat la seva crida per l'alliberament dels pobles de Zimbabwe i Namíbia per assegurar la pau a la regió i condemnava l'apartheid a Sud-àfrica. El Consell ha afegit que dona suport als estats que donen suport a l'alliberament d'aquests territoris.
La resolució acaba afegint que si es comet algun acte més de Rhodèsia del Sud contra els països veïns, el Consell ha de determinar l'acció apropiada, i, si cal, invocar el Capítol VII.